# Гажин
Гажин (словац. Hažín) — село, громада в окрузі Михайлівці, Кошицький край, Словаччина. Село розташоване на висоті 120 м над рівнем моря. Населення — 450 чол. (96% - словаки). Вперше згадується в 1336 році. В селі є невелика бібліотека та футбольне поле, а також станція технічного ослуговування автомобілів.

## Населення
| Рік:            | 1994. | 2004.   | 2014.   | 2024.   |
| --------------- | ----- | ------- | ------- | ------- |
| Кількість осіб: | 435   | 452     | 478     | 466     |
| Різниця:        |       | +3,90 % | +5,75 % | -2,51 % |

| Рік:            | 2023. | 2024.   |
| --------------- | ----- | ------- |
| Кількість осіб: | 472   | 466     |
| Різниця:        |       | -1,27 % |

## Пам'ятки
У селі є греко-католицька церква Вознесіння Господа з 1786 року в стилі бароко-класицизму, з 1988 року національна культурна пам'ятка та православна церква Різдва Пресвятої Богородиці з 21 століття.